# マダラカマドウマ
マダラカマドウマ (Diestrammena japanica）は、バッタ目カマドウマ科の昆虫。普通種で、日本で最もよく見られるカマドウマである。

## 特徴
体長20-34mm、北海道、本州、四国、九州に分布。体表に複雑な黒斑がある。
林床に住み、木のうろや倒木などの樹皮の下に見られるが、昼間は樹洞や樹穴に集団でいることが多い。他、防空壕の跡や洞窟状の古墳の壁面に群がることがある。人家にも侵入する。
- 頭部
- 腹部
- 古墳の石室内に群生している様子